# Didovîci, Novohrad-Volînskîi
Didovîci (în ucraineană Дідовичі) este localitatea de reședință a comunei Didovîci din raionul Novohrad-Volînskîi, regiunea Jîtomîr, Ucraina.

## Demografie
Componența lingvistică a localității Didovîci
     Ucraineană (99,67%)
     Alte limbi (0,33%)
Conform recensământului din 2001, majoritatea populației localității Didovîci era vorbitoare de ucraineană (99,67%), existând în minoritate și vorbitori de alte limbi.